# La Riba Roia
La Riba Roia és un paratge del terme municipal de Conca de Dalt, al Pallars Jussà, a l'antic terme de Toralla i Serradell, en el territori del poble de Serradell.
Està situat a la dreta del riu de Serradell, a llevant de lo Boïgot Rodó i dessota i al nord de l'Obac de Serradell, al vessant nord-oriental de la Serra de Sant Salvador. És al sud-oest de Serradell.